# Диференцијална једначина
Диференцијална једначина је свака једначина у којој се појављује независна променљива ({\displaystyle x}.), непозната функција те променљиве ({\displaystyle y(x)}.) и изводи или диференцијали те непознате функције. По дефиницији, редом диференцијалне једначине се назива највиши ред извода у тој једначини. Општи облик диференцијалне једначине n-тог реда је:
{\displaystyle F(x,y,y',y'',\ldots ,y^{(n)})=0\,};
Диференцијална једначина' је једначина која изражава везу између независне променљиве, непознате функције и њених извода: . Највиши ред извода у тој једначини се назива ред диференцијалне једначине. На пример y"+ ky³ = 0 је диференцијална једначина другог реда. Најпростија диференцијална једначина је првог реда, у експлицитном облику то је y' = f (x).
Свака функција која идентички задовољава диференцијалну једначину зове се решење или интеграл те једначине. Опште решење треба да идентички задовољава дату диференцијалну једначину, и облика је , где су C1,...,Cn произвољне интеграционе константе. Партикуларно решење је свака функција која се добија из општег решења за посебне вредности константи. Сингуларно решење је оно које идентички задовољава дату једначину, а не налази се у општем решењу. Кад непозната функција зависи од двеју или више променљивих, диференцијалну једначину називамо парцијалном.
Многе диференцијалне једначине су математички модели разноврсних процеса у природи, друштву, природним и друштвеном и техничким наукама и као такве имају многобројне примене. Теорија диференцијалних једначина и теорија парцијалних диференцијалних једначина су значајне и широко развијене области математике. Њихов посебан део чине диференцијалне једначине математичке физике.
У систему диференцијалних једначина се јављају две или више функција исте променљиве (односно истих променљивих).

## Решења диференцијалне једначине
Решење диференцијалне једначине је свака функција која идентички задовољава ту диференцијалну једначину.
- Опште решење диференцијалне једначине (први интеграл) је облика {\displaystyle y=\varphi (x,C_{1},C_{2},\ldots ,C_{n})\,}, при чему су C1,...,n произвољне константе.
- Партикуларно решење диференцијалне једначине (партикуларни интеграл) је свака функција која се добија из општег решења за посебне вредности константи. Партикуларно решење се може одредити из почетних услова.
- Сингуларно решење диференцијалне једначине (сингуларни интеграл) је оно које идентички задовољава дату једначину, а не налази се у општем решењу.

## Историја
Диференцијалне једначине су настале након што су Њутн и Лајбниц произвели инфинитезимални рачун. У другом поглављу његовог рада "Methodus fluxionum et Serierum Infinitarum" из 1671, Исак Њутн наводи три типа диференцијалних једначина: једначине са два извода {\displaystyle {\dot {x}},{\dot {y}}}, једном недиференцираном променљивом {\displaystyle x}; jednačine sa {\displaystyle {\dot {x}},{\dot {y}},x} и {\displaystyle y}; и једначине са више од два извода.
Као примери три случаја, дата су решења једначина:
- {\displaystyle {\dot {y}}{\dot {y}}={\dot {x}}{\dot {y}}+{\dot {x}}{\dot {x}}xx},
{\displaystyle {\dot {y}}ax-{\dot {x}}xy-aa{\dot {x}}=0}, и
{\displaystyle 2{\dot {x}}-{\dot {z}}+{\dot {y}}x=0}.

Ови примери и низ других су решени користећи инфинитивне серије. Дискусија нејединствености решења је такође дата.
Јакоб Бернули је решио Бернулијеву диференцијалну једначину 1695. Она је обична диференцијална једначина облика
{\displaystyle y'+P(x)y=Q(x)y^{n}\,}
за коју је он одредио коначна решења.
Историјски, проблем вибрационог влакна као што је музички инструмент су изучавали Жан ле Рон д'Аламбер, Леонард Ојлер, Данијел Бернули, и Жозеф Луј Лагранж. Године 1746, д’Аламбер је открио једнодимензионалну таласну једначину, а током наредне декаде Ојлер је открио тродимензионалну таласну једначину.
Ојлер–Лагранжова једначина је развијена током 1750-их у контексту Ојлерових и Лагранжових изучавања таутохроног проблема. Ради се о проблему одређивања криве на коју измерена честица пада у фиксну тачку у фиксном временском интервалу, независно од почетне тачке. Лагранж је решио тај проблем 1755. године и послао је решење Ојлеру. Они су заједно даље развили Лагранжов метод и применили га на механику, што је довело до формулације Лагранжове механике.
Фурије је објавио свој рад о преносу топлоте у Théorie analytique de la chaleur (књизи Аналитичка теорија топлоте), у којој је базирао своје разматрање на Њутновом закону хлађења, наиме да је пренос топлоте између два суседна молекула пропорционалан екстремно малим разликама њихових температура. Та књига садржи Фуријеов предлог једначине топлотне проводности за дифузију топлоте. Та парцијална диференцијална једначина се у данашње време среће у већини наставних планова математичке физике.

## Пример
У класичној механици, кретање тела се описује његовом позицијом и брзином у функцији времена. Њутнови закони омогућавају (за дату позицију, брзину, убрзање и различите силе које делују на тело) динамичко изражавање једне од тих променљивих у облику диференцијалне једначине за непознату позицију тела у функцији времена.
У неким случајевима се та диференцијална једначина (звана једначина кретања) може експлицитно решити.
Пример моделовања проблема реалног света користећи диференцијалне једначине је одређивање брзине кугле која пада кроз ваздух, узимајући у обзир гравитацију и отпор ваздуха. Убрзање лопте у смеру Земље је убрзане услед гравитације минус отпор ваздуха. Гравитација се сматра константном, док се за отпор ваздуха узима да је пропорционалан са брзином кугле. То значи да је убрзање кугле, које је извод њене брзине, зависно од брзине (кок је брзина зависна од времена). Одређивање брзине као функције времена се врши решавањем диференцијалне једначине и верификацијом њене валидности.

## Главне теме

### Обичне диференцијалне једначине
Обична диференцијална једначина је једначина која садржи функцију једне независне променљиве и њених извода. Термин „обична“ се користи као контраст термину парцијална диференцијална једначина, која може да обухвата више независних променљивих.
Линеарне диференцијалне једначине са решењима која се могу сабирати и множити коефицијентима, су добро дефинисане и изучене, и егзактна решења затвореног облика су добијена. У контрасту с тим, обичне диференцијалне једначине којима недостају адитивна решења су нелинеарне, и њихово решавање је далеко сложеније, пошто се оне ретко могу приказати у облику елементарних функција у затвореном облику. Уместо тога, егзактна и аналитичка решења тих једначина се добијају у облику серија или интегралних форми. Графички и нумерички методи, који се примењују мануелно или уз помоћ рачунара, у многим случајевима могу да произведу приближна решења обичних диференцијалних једначина. Ови приступи се превасходно користе у одсуству егзактних аналитичких решења.

### Парцијалне диференцијалне једначине
Парцијална диференцијална једначина је диференцијална једначина која садржи непознате мултиваријабилне функције и њихове парцијалне изводе. (То је у контрасту са обичним диференцијалним једначинама, које обухватају функције једне променљиве и њихове деривате.) Парцијалне диференцијалне једначине се користе за формулисање проблема који обухватају функције са више променљивих, и оне се било ручно решавају, или се користе за креирање релевантних рачунарских модела.
Парцијалне диференцијалне једначине се могу користити за описивање широког опсега различитих феномена као што су звук, топлота, електростатика, електродинамика, проток флуида, еластичност, или квантна механика. Ове наизглед различите физичке појаве се могу слично формулисати у смислу парцијалних диференцијалних једначина. Као што обичне диференцијалне једначине најчешће описују једнодимензионалне динамичке системе, парцијалне диференцијалне једначине се обично односе на мултидимензионалне системе. Стокастичке парцијалне диференцијалне једначине су генерализација парцијалних диференцијалних једначина.

## Линеарне и нелинеарне једначине
Обичне и парцијалне диференцијалне једначине се углавном не класификују као линеарне и нелинеарне.
- Диференцијална једначина је линеарна ако су функција и њени деривати првог степена (продукти непознате функције и њених деривата нису дозвољени), мада саме функције могу да буду нелинеарне. Карактеристично својство линеарних једначина је да њихова решења формирају афини потпростор одговарајућег функционалног простора, што доводи до знатно развијеније теорије линеарних диференцијалних једначина. Хомогене линеарне диференцијалне једначине су даље поткласа чији простор решења је линеарни потпростор, тј. сума било ког сета решења или њиховог производа је такође решење. Коефицијенти непознате функције и њених деривата у линеарној диференцијалној једначини могу да буду (познате) функције независних променљивих. Ако су ти коефицијенти константе онда се говори о константном коефицијенту линеарне диференцијалне једначине.
- Постоји веома мали број метода за егзактно решавање нелинеарних диференцијалних једначина. Они који су познати су типично зависни од тога да ли једначина има специфичне симетрије. Нелинеарне диференцијалне једначине могу да испоље веома комплексно понашање на дужим временским распонима, попут хаоса. Чак и фундаментална питања постојања, јединствености, и проширивости решења нелинеарних диференцијалних једначина, и поседовање иницијалних и граничних вредности су тешки проблеми у случају нелинеарних једначина. Кад решења постоје у специјалним случајевима, то се сматра значајним напретком у математичкој теорији (cf. Навијер–Стоксово постојање и глаткост). Међутим, ако је диференцијална једначина коректно формулисана репрезентација смисленог физичког процеса, онда се очекује да постоји решење.[12]

Линеарне диференцијалне једначине се често јављају као апроксимације нелинеарних једначина. Те апроксимације су једино валидне под ограниченим условима. На пример, једначина хармонијског осцилатора је апроксимација нелинеарне једначине клатна, која је валидна само за мале амплитуде осцилације.

### Примери
У првој групи примера, u је непозната функција од x, а c и ω су познате константе.
- Нехомогена обична диференцијална једначина првог реда са константним коефицијентом:

{\displaystyle {\frac {du}{dx}}=cu+x^{2}.}
- Хомогена обична диференцијална једначина другог реда:

{\displaystyle {\frac {d^{2}u}{dx^{2}}}-x{\frac {du}{dx}}+u=0.}
- Хомогена обична диференцијална једначина другог реда са линеарним константним коефицијентом, која описује хармонички осцилатор:

{\displaystyle {\frac {d^{2}u}{dx^{2}}}+\omega ^{2}u=0.}
- Нехомогена нелинеарна обична диференцијална једначина првог реда:

{\displaystyle {\frac {du}{dx}}=u^{2}+4.}
- Нелинеарна (због синусне функције) обична диференцијална једначина другог реда која описује кретање клатна дужине L:

{\displaystyle L{\frac {d^{2}u}{dx^{2}}}+g\sin u=0.}
У следећој групи примера, непозната функција u зависи од две променљиве x и t или x и y.
- Хомогена линеарна парцијална диференцијална једначина првог реда:

{\displaystyle {\frac {\partial u}{\partial t}}+t{\frac {\partial u}{\partial x}}=0.}
- Хомогена линеарна парцијална диференцијална једначина другог реда елиптичког типа са константним коефицијентом, Лапласова једначина:

{\displaystyle {\frac {\partial ^{2}u}{\partial x^{2}}}+{\frac {\partial ^{2}u}{\partial y^{2}}}=0.}
- Нелинеарна диференцијална једначина трећег реда, Кортевег де Вријева једначина:

{\displaystyle {\frac {\partial u}{\partial t}}=6u{\frac {\partial u}{\partial x}}-{\frac {\partial ^{3}u}{\partial x^{3}}}.}

## Постојање решења
Решавање диференцијалних једначина се разликује од решавања алгебарских једначина. Њихова решења често нису јасна. Међутим кад су решења јединствена или бар постоје, она су обично од знатног интереса.
За проблеме са иницијалном вредношћу првог реда, лако се може утврдити да ли јединствено решење постоји. За било коју тачку {\displaystyle (a,b)} у xy-равни, дефинише се правоугаони регион {\displaystyle Z}, тако да су {\displaystyle Z=[l,m]\times [n,p]} и {\displaystyle (a,b)} у {\displaystyle Z}. Ако је дата диференцијална једначина {\displaystyle {\frac {\mathrm {d} x}{\mathrm {d} t}}=g(x,t)} и иницијални услов {\displaystyle x(t_{0})=x_{0}}, онда постоји јединствено решење за ту иницијалну вредност проблема, ако су {\displaystyle g(x,t)} и {\displaystyle {\frac {\partial g}{\partial x}}} непрекидни на {\displaystyle Z}. То јединствено решење постоји на неком интервалу са центром у {\displaystyle a}.
Међутим, то је једино корисно код проблема иницијалне вредности првог реда. Претпоставимо да имамо проблем линеарне иницијалне вредности н-тог реда:
{\displaystyle f_{n}(x){\frac {\mathrm {d} ^{n}y}{\mathrm {d} x^{n}}}+\cdots +f_{1}(x){\frac {\mathrm {d} y}{\mathrm {d} x}}+f_{0}(x)y=h(x)}
тако да
{\displaystyle y(x_{0})=y_{0},y'(x_{0})=y'_{0},y''(x_{0})=y''_{0},\cdots }
За сваку {\displaystyle f_{n}(x)} вредност различиту од нуле, ако су {\displaystyle \{f_{0},f_{1},\cdots \}} и {\displaystyle g} непрекидне на неком интервалу који садржи {\displaystyle x_{0}}, {\displaystyle y} је јединствено и постоји.

## Сродни концепти
- Диференцијална једначина закашњења (енгл. delay differential equation - DDE) је једначина функције једне променљиве, обично времена, у којој је дериват функције у датом времену дат у облику вредности функције у ранијим временима.
- Стохастичка диференцијална једначина је једначина у којој је непознати квантитет стохастички процес и једначина обухвата неки непознати стокастички процес, на пример, Винеров процес у случају једначина дифузије.
- Алгебарска диференцијална једначина је диференцијална једначина која се састоји од диференцијалних и алгебарских чланова, датих у имплицитној форми.

## Веза са једначинама разлика
Теорија диференцијалних једначина је блиско сродна са једначинама разлика, у којима координате попримају дискретне вредности, и однос обухвата вредности непознате функције или функција и вредности оближњих координата. Многи методи за израчунавање нумеричких решења диференцијалних једначина или студирање вредности диференцијалних једначина обухватају апроксимацију решења диференцијалне једначине решењем кореспондирајуће једначине разлика.

## Примена и везе са другим областима

### Општа примена
Изучавање диференцијалних једначина је широко поље у чистој и примењеној математици, физици, и инжињерству. Све те дисциплине се баве својствима диференцијалних једначина различитих типова. Чиста математика има фокус на постојању и јединствености решења, док примењена математика наглашава ригорозно доказивање методима за апроксимацију решења. Диференцијалне једначине имају важну улогу у моделовању практично сваког физичког, техничког, или биолошког процеса, од небеских кретања, до дизајна мостова, до интеракција између неурона. Диференцијалне једначине као што су оне које се користе за решавање проблема у реалном животу нису увек директно решиве, тј. немају решења затворене форме. Уместо тога могу се наћи апроксимативна решења користећи нумеричке методе.
Многи фундаментални закони физике и хемије се могу формулисати као диференцијалне једначине. У биологији и економији, диференцијалне једначине се користе за моделовање понашања комплексних система. Математичка теорија диференцијалних једначина је првобитно развијена заједно са наукама из којих су једначине потекле и у којима су резултати нашли примену. Међутим, разноврсни проблеми, који понекад долазе из сасвим различитих научних поља, могу да произведу идентичне диференцијалне једначине. Кад год до тога дође, математичка теорија иза тих једначина се може сматрати уједињујућим принципом различитих феномена. На пример, пропагација светла и звука у атмосфери, и таласа на површини језера. Сви ти процеси се могу описати истом парцијалном диференцијалном једначином другог реда, таласном једначином, што нам омогућава да мислимо о светлу и звуку као формама таласа, које су сличне таласима на води. Провођење топлоте, описано теоријом коју је развио Жозеф Фурије, се подвргава једној другој парцијалној диференцијалној једначини другог реда, једначини топлоте. Испоставља се да се многи процеси дифузије, мада су наизглед различити, могу описати истом једначином; Блек–Шоулзова једначина из области финансија је на пример сродна са једначином топлоте.

### Физика
Класична механика
Докле год је сила која делује на честицу позната, Други Њутнов закон је довољан за описивање њеног кретања. Кад су независне релације за сваку силу која делује на честицу познате, оне се могу заменити у Њутновом другом закону, чиме се добија обична диференцијална једначина, која се назива једначина кретања.
Електродинамика
Максвелове једначине су скуп парцијалних диференцијалних једначина које, заједно са законом Лоренцове силе, формирају основ класичне електродинамике, класичне оптике, и електричних кола. Та поља су у основи модерних електричних и комуникационих технологија. Максвелове једначине описују начин на који се електрична и магнетна поља генеришу и мењају једно друго, као и њихове промене посредством наелектрисања и струја. Оне носе име шкотског физичара и математичара Максвела, који је објавио првобитну форму тих једначина у периоду између 1861. и 1862.
Општа релативност
Ајнштајнове једначине поља (EFE - енгл. Einstein field equations; такође познате као "Ајнштајнове једначине") су скуп од десет парцијалних диференцијалних једначина у Ајнштајновој општој теорији релативности која описује фундаменталну интеракцију гравитације као резултат закривљења просторвремена материјом и енергијом. Ајнштајн ју је првобитно објавио 1915. као тензорску једначину, у којој је EFE једнака локалном закривљењу просторвремена (израђеног као Ајнштајнов тензор) дејством локалне енергије и момента унутар тог просторвремена (израђеног у облику тензора енергије стреса).
Квантна механика
У квантној механици, аналог Њутновог закона је Шредингерова једначина (парцијална диференцијална једначина) квантног система (обично атома, молекула, и субатомских честица било да су слободне, везане, или локализоване). Она није једноставна алгебарска једначина, него општа линеарна парцијална диференцијална једначина, која описује временску еволуцију система таласних функција (које се такође називају "функције стања").
Друге важне једначине
- Ојлер–Лагранжова једначина у класичној механици
- Хамилтонове једначине у класичној механици
- Радиоактивни распад у нуклеарној физици
- Њутнов закон хлађења у термодинамици
- Таласна једначина
- Једначина топлоте у термодинамици
- Лапласова једначина, која дефинише хармонијске функције
- Поизонова једначина
- геодезијска једначина
- Навијер–Стокесова једначина у динамици флуида
- Једначина дифузије у стокастичким процесима
- Једначина конвекционе дифузије у динамици флуида
- Каучи–Риманова једначина у комплексној анализи
- Поизон–Болтцманова једначина у молекулској динамици
- Једначине плитке воде
- Универзална диференцијална једначина
- Лорензове једначине чија решења манифестују хаотични проток.

### Биологија
Једначине предатора и плена
Једначине Лотка–Волтера, такође познате као једначине предатора и плена, су пар нелинеарних диференцијалних једначина првог реда које се фреквентно користе за описивање динамике биолошких система у којима две врсте интерагују, једна као предатор, а друга као плен.
Друге важне једначине
- Верхулстова једначина – раст биолошке популације
- Фон Берталанфијев модел – биолошки индивидуални раст
- Динамика репликације – присутна у теоретској биологији
- Хоџкин–Хукслијев модел – неуронски акциони потенцијали

### Хемија
Једначина брзине
Закон брзине или једначина брзине хемијске реакције је диференцијална једначина која повезује брзину реакције са концентрацијама или притисцима реактаната и константним параметрима (нормално коефицијентима брзине и парцијалним редовима реакције). Да би се одредила брзина реакције за специфични систем комбинује се брзина реакције са балансом масе система.

### Економија
Важније једначине
- Кључна једначина Солоу–Своновог модела је: {\displaystyle {\frac {\partial k(t)}{\partial t}}=s[k(t)]^{\alpha }-\delta k(t)}
- Блак–Шолесова
- Малтусијанов модел раста
- Видал–Волфов модел оглашавања